# Двоє (пісня)
Двоє — пісня групи Фантом-2. Свого часу дуже популярна пісня, проте тепер дещо призабута. Пісню знову популяризує гурт ФлайzZzа, метою якого є збереження унікального пласту української музичної культури 90-х років.
9 липня 2021 року гурт KARNA створив метал кавер відео-кліп на пісню.

## Текст
Двоє
Два життя, два сонця, два крила,
Цей шалений світ добра і зла,
Дві струни, дві ноти, дві зорі,
Чорно-білі дні в календарі.
Два обличчя бачу на стіні,
Двоє посміхаються мені;
Все життя здається диким сном,
Назви його ім'ям Фантом!

Два сонця палять мене - я горю.
Два виходи я бачу - промінь й зорю.
Два неба вгорі і лише два крила,
Тепер вже я знаю - надія мала.
Надії немає. І двоє очей,
Обіймуть повіки із моїх плечей.
Руки дві впадуть, не прагнучи болю -
Вдруге зробити я це не дозволю!

Два життя, два сонця, два крила,
Цей шалений світ добра і зла,
Дві струни, дві ноти, дві зорі,
Чорно-білі дні в календарі.
Два обличчя бачу на стіні,
Двоє посміхаються мені,
Все життя здається диким сном,
Назви його ім'ям Фантом!
Приспів:
Два сонця вгорі, два неба вгорі,
Між сонцем і небом горять дві зорі,
Подвійні слова, подвоєний крок,
У сні й наяву я лечу до зірок,
Два сонця вгорі, два неба вгорі,
Між сонцем і небом горять дві зорі,
Подвійні слова, подвоєний крок,
У сні й наяву я лечу до зірок...
Я лечу до зірок!

Життя два прожити, неначе одне,
І кожне із них чи не завтра мине,
Загинути двічі, як ранок у морі -
Я знаю напевне: це було не вчора.
Ти думаєш двічі і дивишся вдруге,
Лише двоколірні малюєш смуги,
Подвійні слова, подвоєний крок,
У сні й наяву я лечу до зірок!

Два життя, два сонця, два крила,
Цей шалений світ добра і зла,
Дві струни, дві ноти, дві зорі,
Чорно-білі дні в календарі.
Два обличчя бачу на стіні,
Двоє посміхаються мені,
Все життя здається диким сном,
Назви його ім'ям Фантом!

## Кліп
- Фантом 2 - Двоє 1996

### Кавери
- Флайза - Двоє / Flyza - Two'2017  - кавер гурту ФлайzZzа 2017
- DJ Konstantin Ozeroff & Dj Sky feat. Тарас Тополя - Двоє (Фантом 2 Cover Mix) 2017
- Фантом 2- двоє (D. F. C.cover) 2019
- ЩЕ - ДВОЄ (KARNA cover, Фантом-2) 2021
- KARNA - Двоє (Фантом-2)  - кавер гурту Карна 2021